# Pavlovská výsada

„Váhy spravedlnosti“ – kanonické právo katolické církve

Pavlovská výsada (pavlovské/paulinské privilegium, latinsky privilegium paulinum) je institut kanonického práva spočívající v možnosti zrušení manželského svazku dvou nepokřtěných osob v případě, že jeden z manželů přijme křest a nepokřtěný manžel nechce v manželství setrvávat, aniž by k tomu byl spravedlivý důvod ze strany pokřtěného manžela.
| „            | Chce-li však nevěřící strana odejít, ať jde. V takovém případě ani bratr, ani sestra nemohou být vázáni jako otroci. | “ |
| — 1Kor 7, 15 | |   |

Nepokřtěný manžel však musí být ordinářem dotázán, zda nechce v manželství setrvat (pokud se však takový dotaz jeví zbytečný, může ordinář udělit od dotazu dispens); pavlovskou výsadu lze použít, pokud nepokřtěný manžel odpoví záporně nebo neodpoví vůbec. Dovolení použít pavlovské výsady, učiněné ordinářem, musí předcházet šetření, zda oba manželé skutečně nebyli po dobu trvání manželství pokřtěni. Manželství se v případě použití pavlovské výsady rozlučuje novým sňatkem pokřtěného manžela.